# Ox Nché
Retshegofaditswe „Tshego“ Nché (23. července 1995 Bloemfontein) je ragbista hrající na pozici levého pilíře za jihoafrický klub Sharks soutěž United Rugby Championship.  
S jihoafrickou reprezentací se stal v roce 2023 mistrem světa. V roce 2024 s ní zvítězil na Rugby Championship. Ve stejném roce byl World Rugby jmenován do nejlepší sestavy roku. Server Planet Rugby ho ocenil jako nejlepšího ragbistu světa 2024.
V roce 2016 a 2019 vyhrál s klubem Free State Cheetahs jihoafrickou ligu. V prvním případě byl vybrán jako nejlepší hráč té soutěže. V sezoně 2021/22 a 2023/24byl vybrán do nejlepší sestavy URC. Je považován za jednoho z nejlepších hráčů na světě v mlýnech.